# Флаша, Жан-Клод
Жан Клод Флаша (между 1698 и 1702, Сен-Шамон (Луара) — 1755) — французский путешественник и промышленник-текстильщик, много лет проживший в Османской империи
Родился в семье промышленника. 
В 1740 году отправился в Константинополь, где прожил пятнадцать лет, пользовался покровительством кисляр-аги и получил должность базерган-баши (купеческий голова или староста), собрав множество сведений о положении ткацкого дела у греков и турок. 
В 1755 году посетил Смирну, откуда вывез впоследствии опытных мастеров (лудильщиков, красильщиков, филёров), после чего, вернувшись на родину, поместил их на ткацкой фабрике своего брата в Сен-Шамоне, которой король Людовик XV дал права и привилегии «королевской мануфактуры».
Известно сочинение его авторства: «Observations sur le commerce et sur les arts d’une partie de l’Europe, de l’Asie, de l’Afrique et même des Indes orientales» (Лион, 1767, 2 тома, 8 выпусков).